# Place Eugène Flagey
La place Eugène Flagey (en néerlandais : Eugène Flageyplein), souvent abrégée place Flagey (en néerlandais : Flageyplein), est une des plus grandes places de Bruxelles. Elle est située dans la commune d'Ixelles, au croisement de plusieurs axes importants : chaussée d'Ixelles, rue Lesbroussart, chaussée de Vleurgat, chaussée de Boondael, avenue du général de Gaulle, avenue des Éperons d'or, rue Malibran, mais également rue de la Brasserie et rue des Cygnes, et la rue de Vergnies, ce qui en fait un des carrefours les plus importants de la ville et un pôle majeur d'échange de transport en commun (tramway et bus).
Elle tient son nom d'Eugène Flagey, avocat, député et premier magistrat, ancien bourgmestre d'Ixelles de 1936 à 1956.

## Historique
La création de la place est le résultat de l'assèchement de la pointe nord du « Grand Étang », formé par le Maelbeek et qui a été décidé en 1856. La place Flagey actuelle était anciennement dénommée place Sainte-Croix (limitée aujourd'hui au parvis de l'église en bordure de l'étang) qui faisait référence à l'hospice de la Sainte-Croix, situé — ainsi que sa chapelle — au bas de l'actuelle rue de Vergnies. C'est à cet endroit que les porteurs de fagots qui se rendaient de la forêt de Soignes à Bruxelles pouvaient se reposer et recevoir une collation avant d'affronter la rude pente de la chaussée d'Ixelles.
Eugène Flagey, bourgmestre de l'époque, fit les démarches pour donner son nom à la place, en 1937.
En face de l'ancienne Maison de la radio s'ouvrit le 18 décembre 1957 le premier magasin en libre-service de Belgique, par les frères Delhaize.

## Architecture et monuments

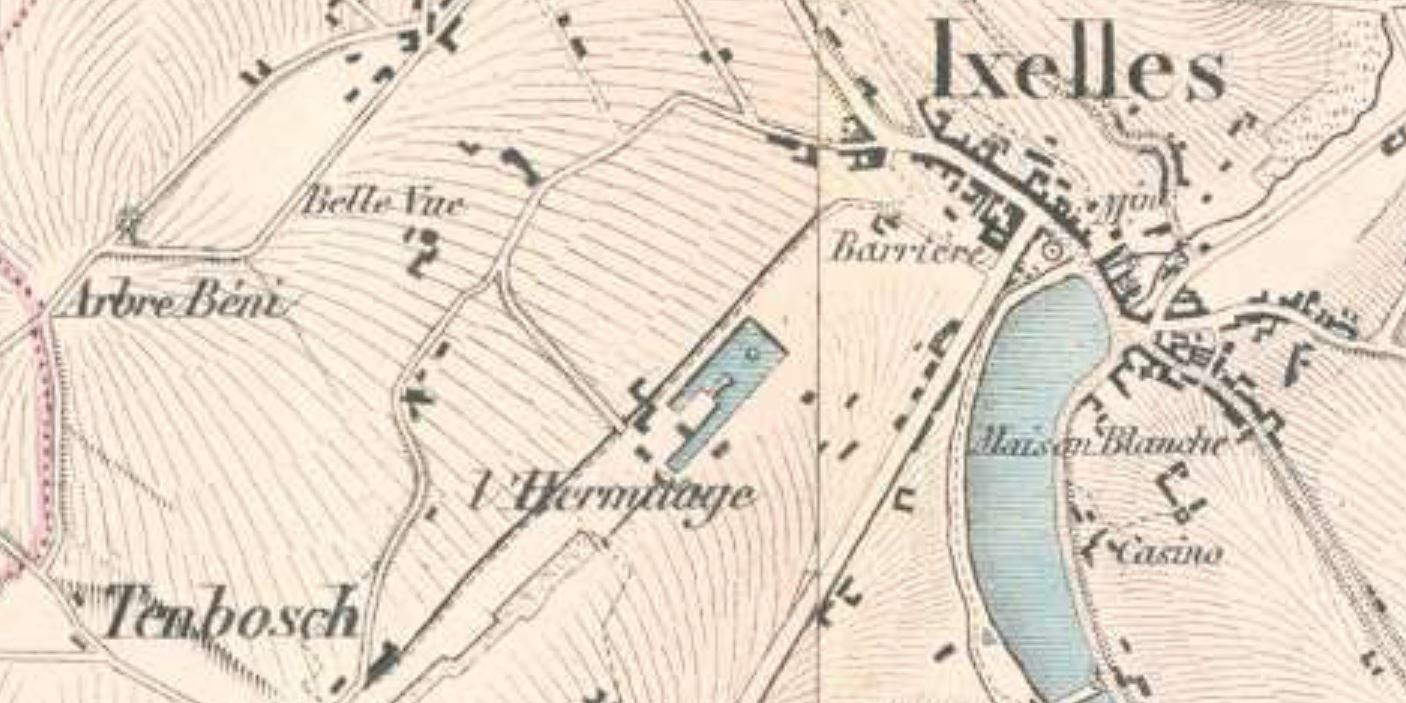
Les étangs d'Ixelles en 1854.

La place Flagey présente un ensemble architectural d'un style cohérent, qui suit en cela celui de l'immeuble abritant à l'époque la Maison de la Radio (aujourd'hui Le Flagey, le Café Belga, et la faculté d'architecture La Cambre-Horta ULB entre autres).
À partir des années 1930, on construisit plusieurs immeubles d'appartements avec rez-de-chaussée commercial, uniformes en gabarit et en matériaux tels que le Bloc Malibran (ou Victory House) immeuble de logements sociaux ou immeubles à loyers modérés. Le nom de Victory House vient du fait que les troupes alliées le réquisitionnèrent en 1945. Les façades de ces immeubles sont couvertes d'un parement de briques jaune ocre (appelées briques de Fouquemberg), offrant ainsi une certaine homogénéité architecturale à l'ensemble. 
Du côté des étangs d'Ixelles, on trouve le Monument à Charles De Coster, par le sculpteur Charles Samuel et l'architecte Frans de Vestel et qui date de 1894.
L'angle de la place Flagey et de la rue des Cygnes forme un square où se trouve une sculpture représentant le poète portugais Fernando Pessoa et réalisé par Irène Vilar en 1989.
Depuis 2009, se dresse l'œuvre Longitudi 1 de l'artiste allemand Bogomir Ecker. Fabriquée en tôle d'aluminium, elle est haute de 13 mètres de haut et de couleur jaune, et est placée du côté proche de l'entrée de l'école d'architecture La Cambre Horta. L'œuvre a été — en partie — offerte par le Goethe Institut, pour fêter ses 50 ans de présence en Belgique. Il était prévu, dans un premier temps, qu'elle serait placée sur la place Sainte-Croix, mais elle fut déplacée à la demande de la commune d'Ixelles.

## Rénovation de la place
À partir de l'été 2003, dans le cadre de l'aménagement d'un bassin d'orage est entamé également le réaménagement en surface de la place (qui jusqu'alors était un parking à ciel ouvert). Ce chantier donnera lieu à un exemple de participation spontanée. En effet, le Comité Flagey lança un appel à l'aide contre le projet présenté par le ministre. Des associations et des professionnels de l'aménagement du territoire ont rejoint les habitants pour organiser une sorte de parade aux procédures de désignation de marché à Bruxelles (procédures que ces associations qualifient de douteuses). C'est la création de la Plate-Forme Flagey.
Après six ans de travaux, la nouvelle place Flagey est officiellement inaugurée le samedi 5 juillet 2008.

## Activités

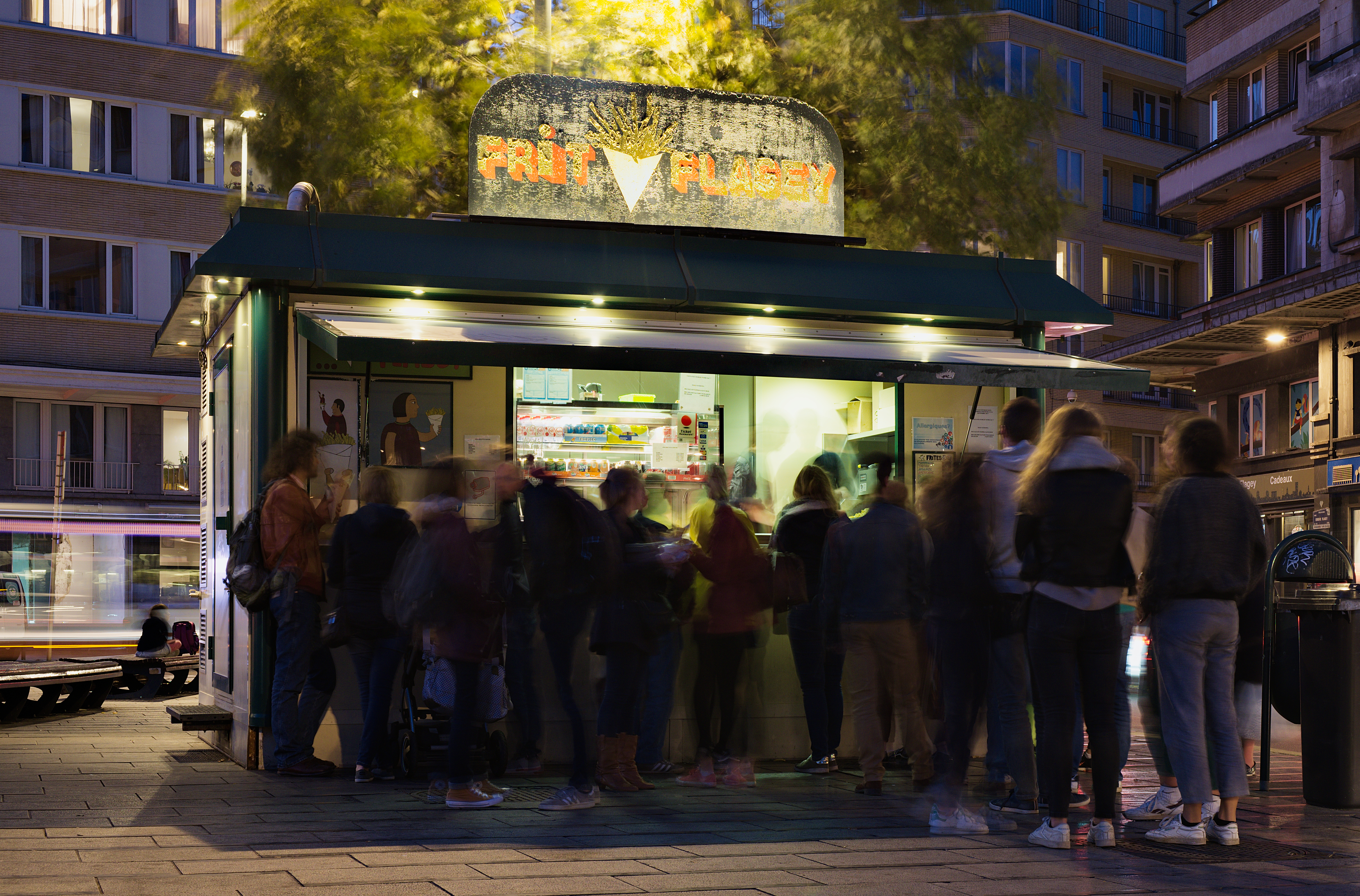
Friterie « Frit Flagey ».

La place Flagey est depuis lors à nouveau investie par de nombreuses activités : un marché bi-hebdomadaire (samedi et dimanche matin), ainsi qu'un marché quotidien de plantes et de fleurs du mardi au vendredi. Chaque année, la place accueille également un marché de Noël (en décembre) ou encore le cirque Bouglione (fin décembre, début janvier).
Elle a depuis retrouvé une nouvelle identité notamment grâce à la présence de nombreux cafés et restaurants aux alentours, d'une friterie renommée « Frit Flagey »,, mais également plusieurs lieux culturels (le Flagey, le théâtre Marni, la Soupape, etc.) attirant un public varié. La place est ainsi réinvestie largement en tant qu'espace public qui profite de la fontaine dynamique (en jets d'eau) les jours de beau temps. Des critiques s'élèvent toutefois contre certains évènements autorisés qui investissent et privatisent l'espace.
Cette place est desservie par des lignes de la STIB : la ligne de tramway 81 et les lignes des autobus 38, 59, 60 et 71, ainsi qu'une ligne de bus de la TEC Brabant Wallon : la ligne 366. La place accueille également une station de vélos partagés Villo, ainsi que des stations de voitures partagées (Cambio et Zen Cars).

## Galerie

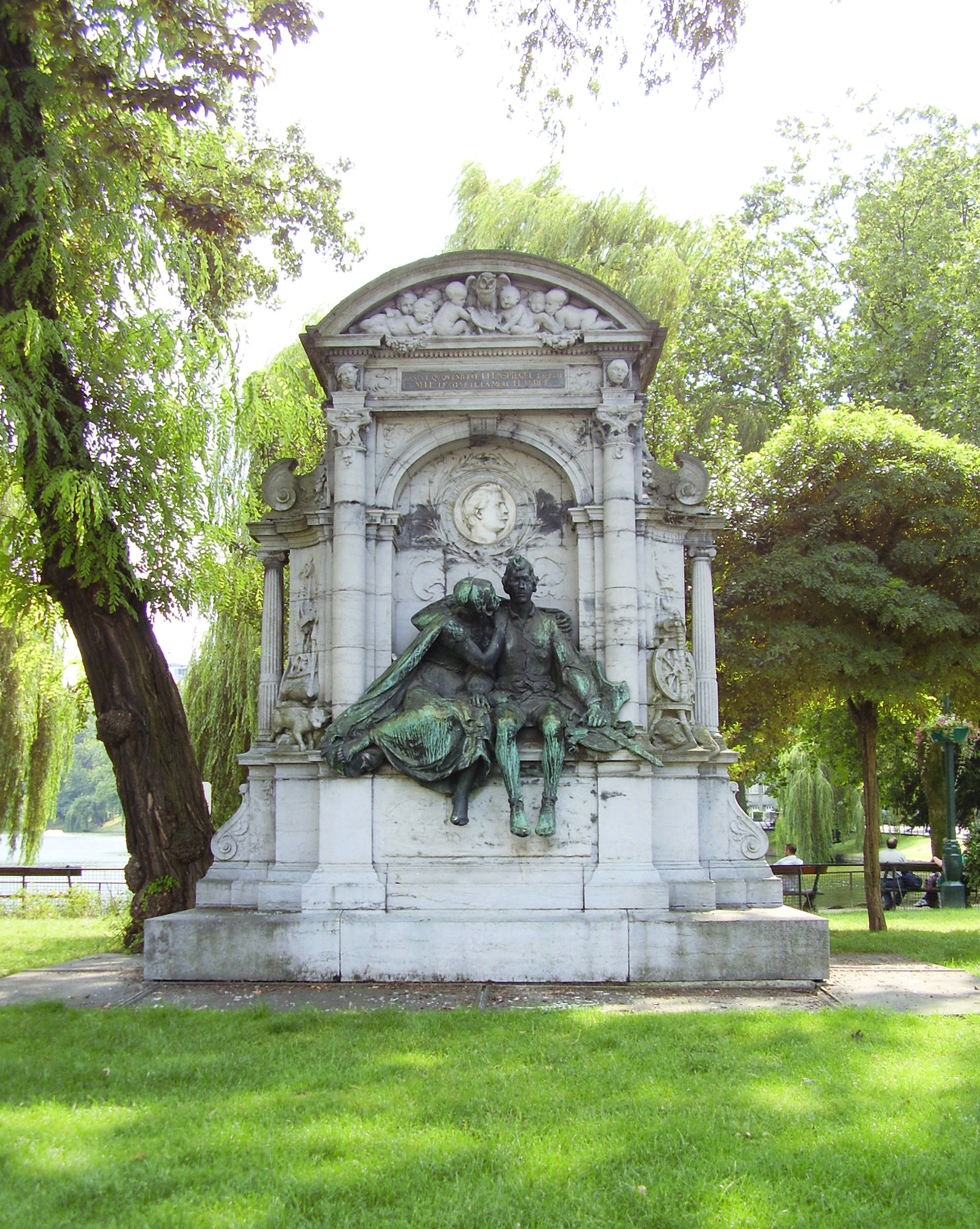
Monument Till l'Espiègle en hommage à Charles De Coster.
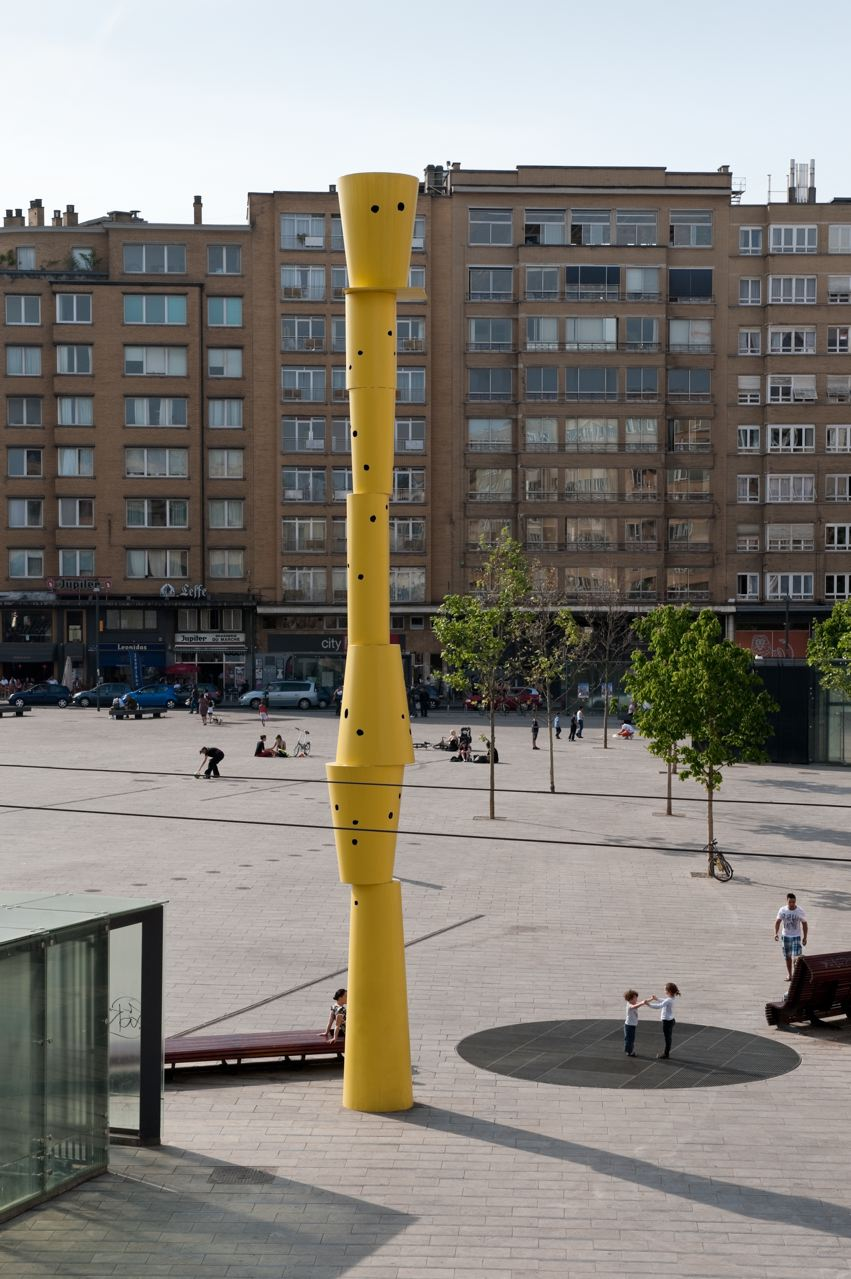
Longitudi 1 de Bogomir Ecker.
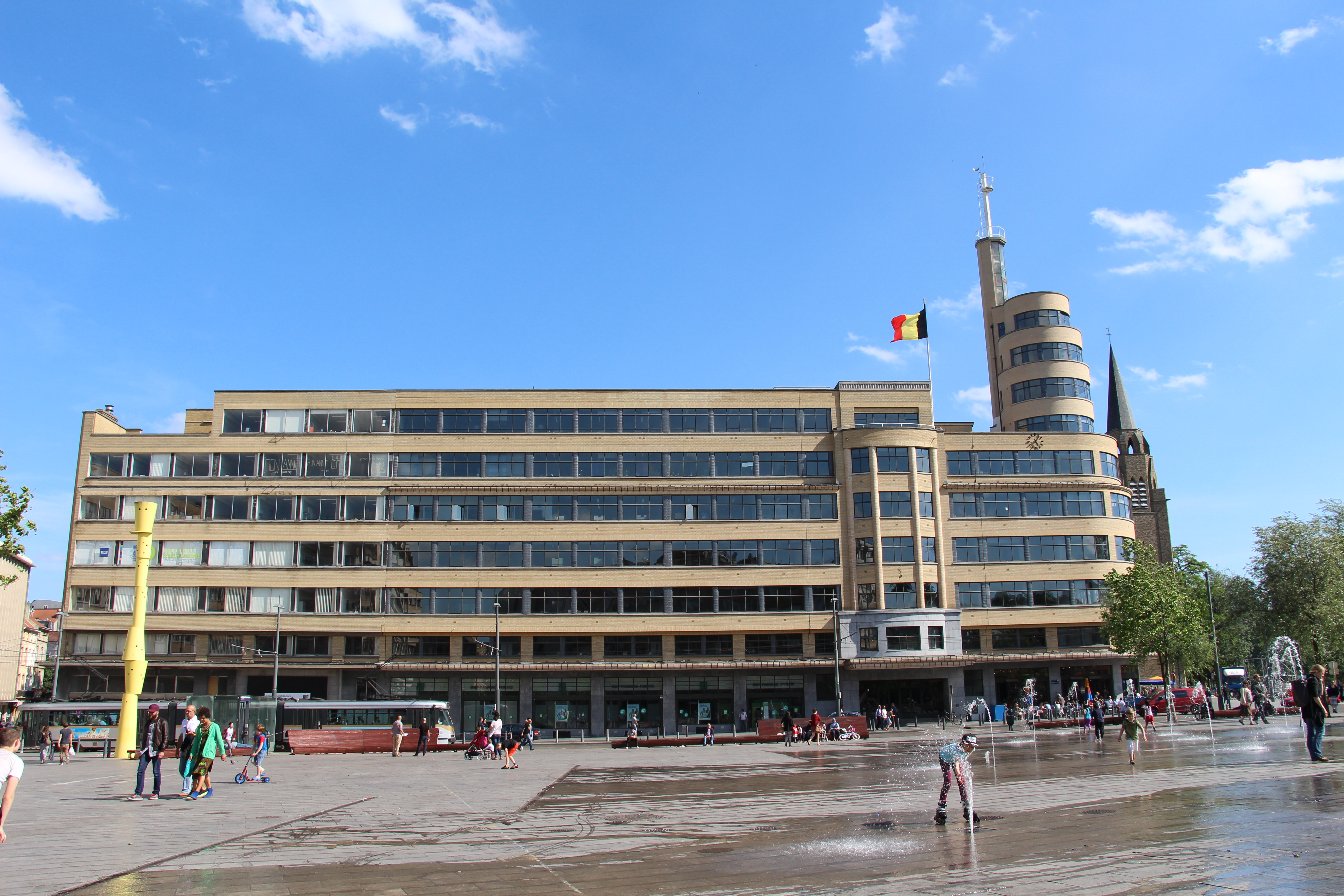
A l'avant plan, sur la gauche, l'œuvre Longitudi 1 de Bogomir Ecker.
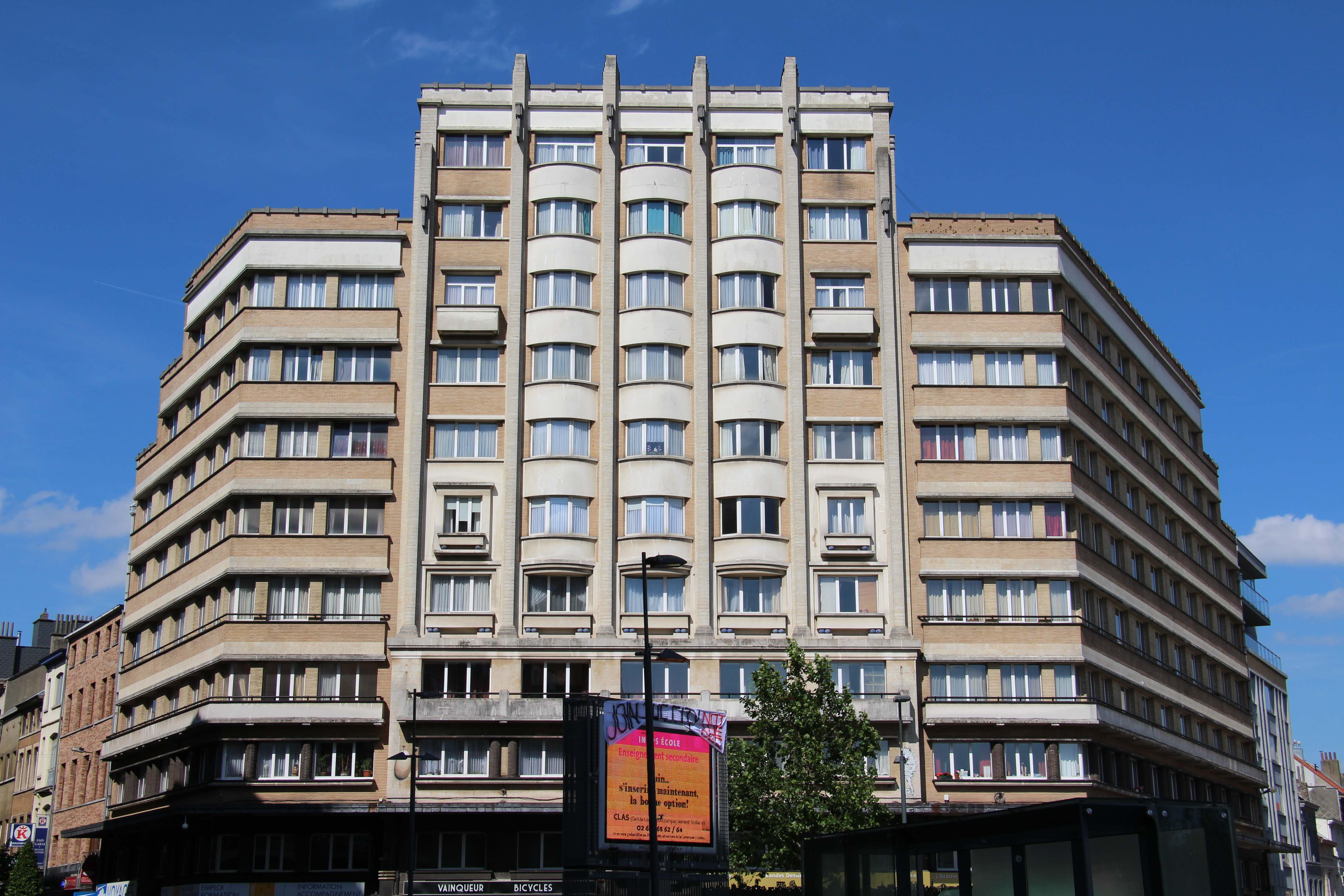
Bloc Malibran (1938).
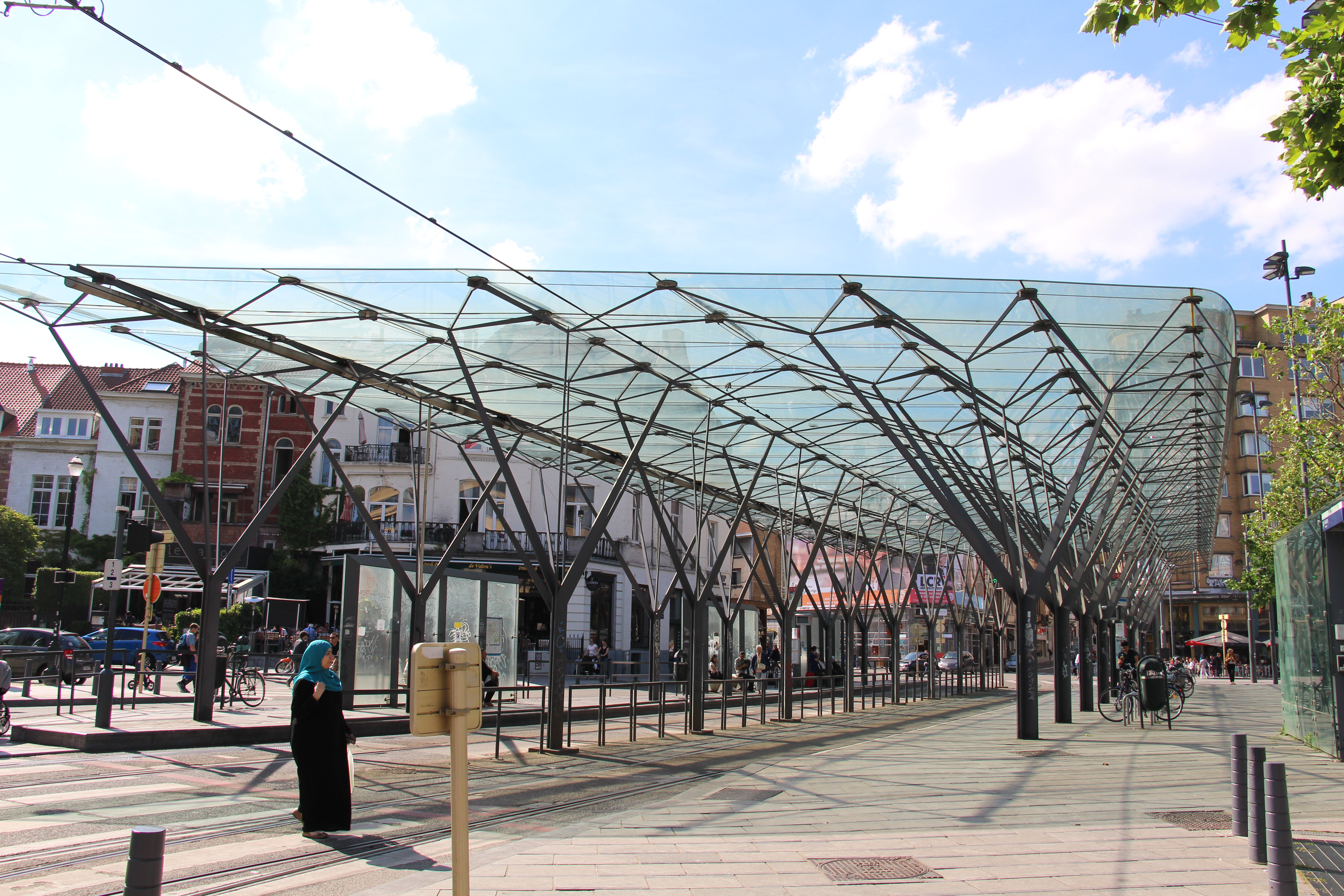
Station de tram et de bus.